# Brick-Örvattnet
Brick-Örvattnet är en sjö i Bollnäs kommun i Hälsingland och ingår i Ljusnans huvudavrinningsområde. Sjön är 14,8 meter djup, har en yta på 0,169 kvadratkilometer och är belägen 231 meter över havet. Sjön avvattnas av vattendraget Sannån.

## Delavrinningsområde
Brick-Örvattnet ingår i det delavrinningsområde (682047-154005) som SMHI kallar för Namn saknas. Medelhöjden är 266 meter över havet och ytan är 11,39 kvadratkilometer. Det finns inga avrinningsområden uppströms utan avrinningsområdet är högsta punkten. Sannån som avvattnar avrinningsområdet har biflödesordning 2, vilket innebär att vattnet flödar genom totalt 2 vattendrag innan det når havet efter 79 kilometer. Avrinningsområdet består mestadels av skog (79 procent). Avrinningsområdet har 0,91 kvadratkilometer vattenytor vilket ger det en sjöprocent på 8 procent.